# Aphelinus abdominalis
Aphelinus abdominalis är en stekelart som först beskrevs av Johan Wilhelm Dalman 1820.  Aphelinus abdominalis ingår i släktet Aphelinus och familjen växtlussteklar. Arten är reproducerande i Sverige. Inga underarter finns listade i Catalogue of Life.